# Victor Résal
Victor Bernard Résal est un homme politique français, né le 8 mars 1807 à Remiremont (Vosges) et mort le 8 janvier 1897 à Dompaire (Vosges).

## Biographie
Avocat, il est maire de Dompaire et conseiller général du canton de Dompaire. Il est député des Vosges de 1849 à 1851, siégeant avec la droite orléaniste. Par la suite, il devient président du Conseil général des Vosges.
Il a été nommé Chevalier de la Légion d'honneur par décret du 14 août 1860 et officier d'Académie.